# Ecpetala nesaea
Ecpetala nesaea är en fjärilsart som beskrevs av Louis Beethoven Prout 1923. Ecpetala nesaea ingår i släktet Ecpetala och familjen mätare. Inga underarter finns listade i Catalogue of Life.